# Marc Wilmore
Marc Edward Wilmore (* 4. Mai 1963 in San Bernardino County, Kalifornien; † 30. Januar 2021 in Pomona, Kalifornien) war ein US-amerikanischer Drehbuchautor, Fernsehproduzent, Schauspieler und Komiker, der in Shows wie In Living Colour, The PJs oder Die Simpsons tätig war. Er war zehn Mal für den Primetime Emmy Award nominiert.

## Leben
Marc Edward Wilmore wurde am 4. Mai 1963 als Sohn der Eltern Betty und Larry in San Bernardino County, Kalifornien geboren. Er hatte fünf Geschwister und war Absolvent der California State Polytechnic University in Pomona.
In den frühen 1990er Jahren bekam Wilmore einen Job als Autor der Sketch-Comedy-Serie In Living Color. In der letzten Staffel der Show wurde er zum Darsteller befördert. Für seine Arbeit an der Show erhielt er eine Nominierung für den Primetime Emmy Award. Nach In Living Color schrieb Wilmore für The Tonight Show mit Jay Leno und The PJs, einer von seinem älteren Bruder Larry mitgestalteten Stop-Motion-Sitcom für Erwachsene.
Er nahm an einem Streich teil, der von Mitarbeitern der Simpsons organisiert wurde. Er gab vor, der Bürgermeister von East St. Louis, Illinois zu sein, und sprach den Schriftsteller Matt Selman wütend über einen Witz an, der die Stadt in der Folge beleidigte.
Wilmore bekam einen Job bei der Fernsehserie Die Simpsons, wo er als Autor tätig war. Bei den 60. Primetime Emmy Awards 2008 gewann er als Produzent für die Episode Vergiss-Marge-Nicht (Eternal Moonshine of the Simpson Mind) einen Primetime Emmy Award für sein Animationsprogramm. In den 2010er Jahren arbeitete Wilmore als Autor und ausführender Produzent von F Is for Family, einer animierten Sitcom, die von Michael Price mitgestaltet wurde. Wilmore lieferte auch mehrere Stimmen in der Serie.
Wilmore starb am 30. Januar 2021 im Alter von 57 Jahren. Seinem Bruder Larry zufolge starb Wilmore mit einer COVID-19-Erkrankung.

## Filmografie
- 1992–1994: In Living Color
- 1995–1998: The Tonight Show
- 1999–2001: The PJs
- 2000–2015: Die Simpsons
- 2017–2020: F Is for Family